# Cheumatopsyche gracilis
Cheumatopsyche gracilis är en nattsländeart som först beskrevs av Banks 1899.  Cheumatopsyche gracilis ingår i släktet Cheumatopsyche och familjen ryssjenattsländor. Inga underarter finns listade i Catalogue of Life.